# Rolf Bernhard

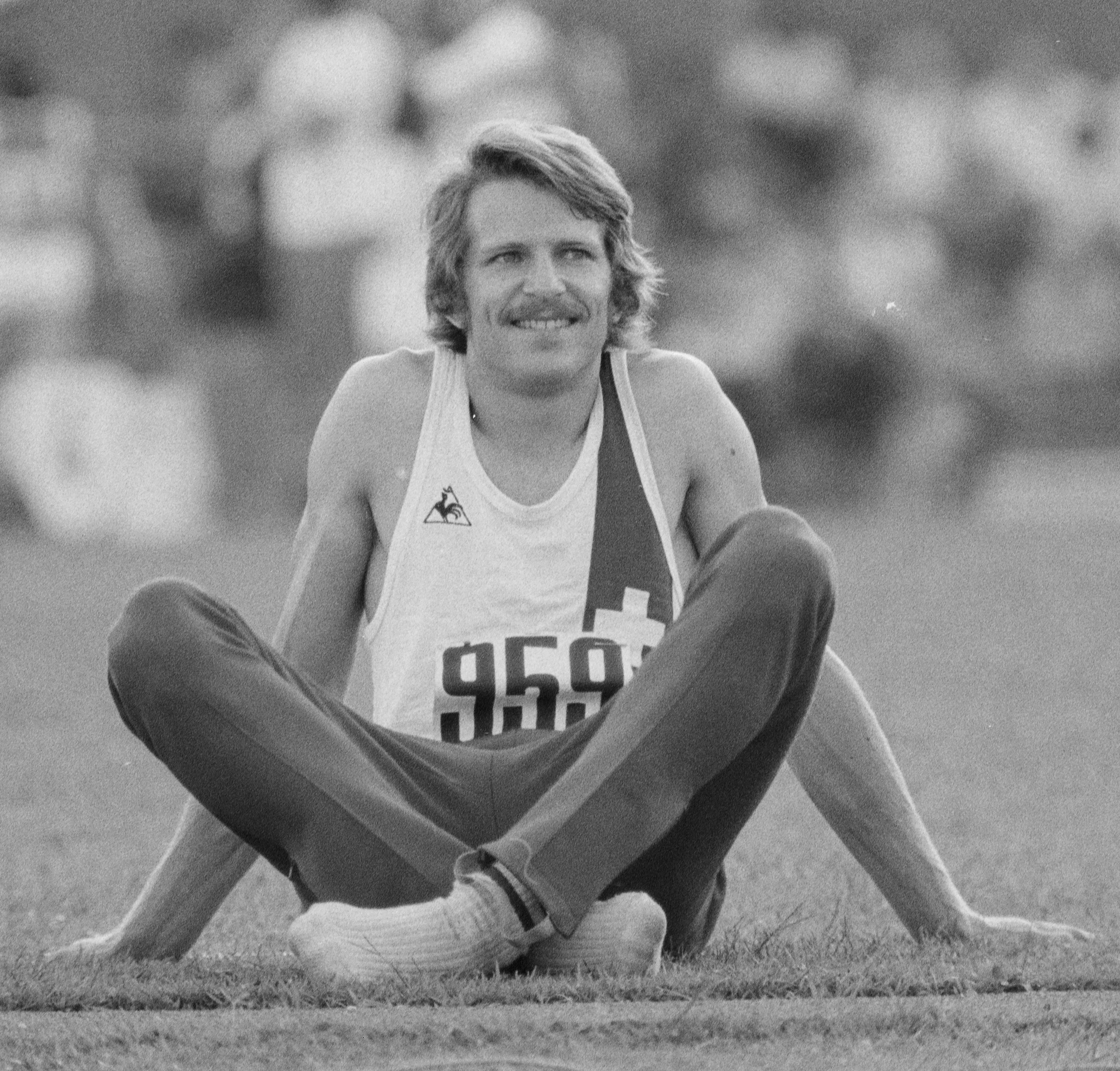
Rolf Bernhard bei den Leichtathletik-Europameisterschaften 1974 in Rom

Rolf Bernhard (* 13. Dezember 1949 in Frauenfeld) ist ein ehemaliger Schweizer Leichtathlet, spezialisiert auf die Disziplin Weitsprung.
Bernhard übernahm 1971 mit 7,66 Meter zum ersten Mal den Schweizer Rekord. Diesen überbot er in den folgenden Jahren noch mehrmals: 1975 sprang er erstmals 8 Meter, seine Bestleistung von 8,14 Meter erreichte er am 1. August 1981 in Ebensee. Dieser Schweizer Rekord hatte 22 Jahre Bestand, bis er 2003 von Julien Fivaz überboten wurde.
Bernhard wurde 1981 Europameister in der Halle, 1974 belegte er an den Leichtathletik-Europameisterschaften den fünften Platz. Er war mehrmaliger Schweizer Meister und wurde zum Schweizer Sportler des Jahres 1975 gewählt.